# Amtsgericht Forchheim

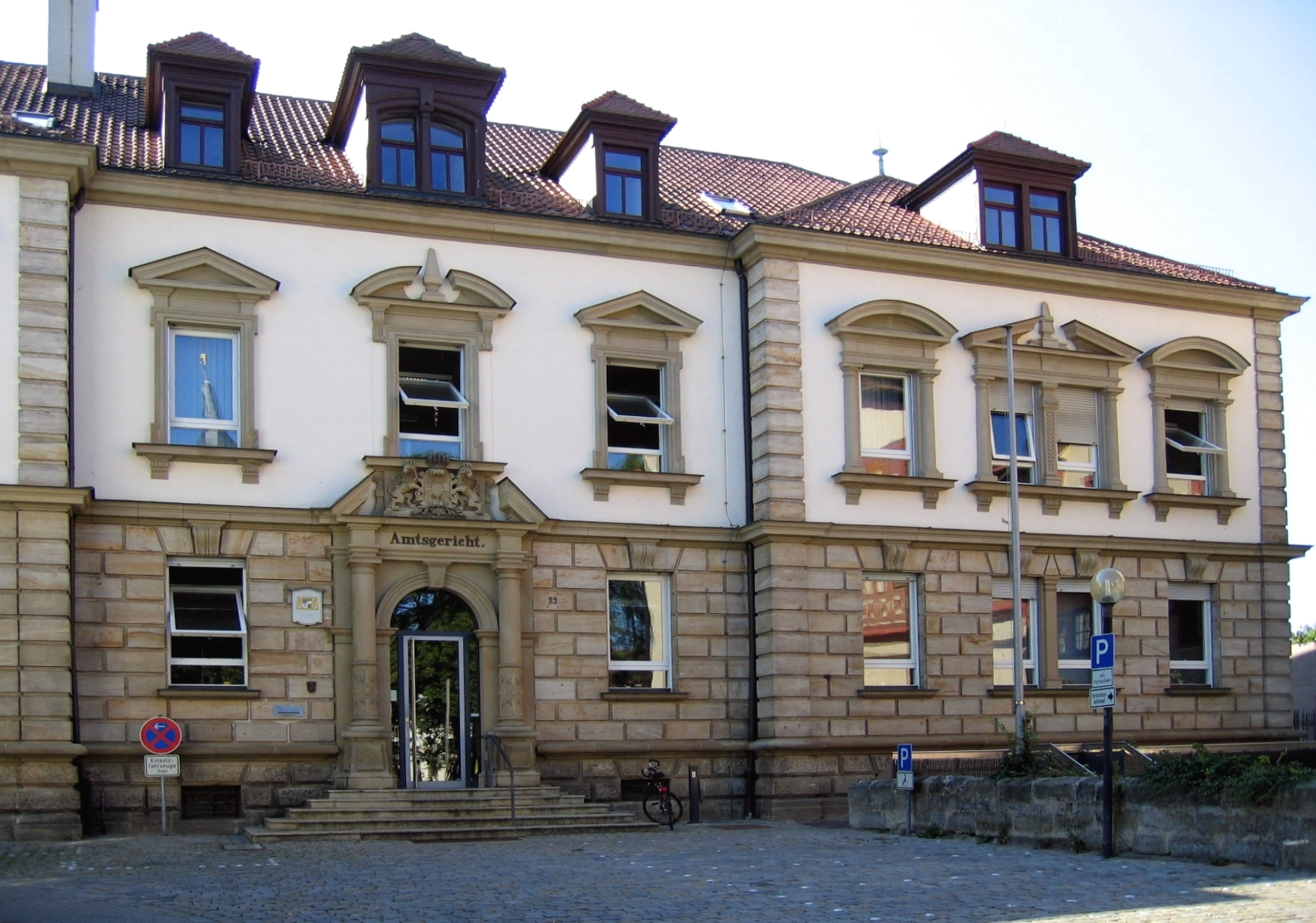
Amtsgerichtsgebäude (2005)

Das Amtsgericht Forchheim ist ein Gericht der ordentlichen Gerichtsbarkeit und eines von 73 Amtsgerichten in Bayern. Es ist in zwei Gebäuden untergebracht. Das Hauptgebäude befindet sich in der Kapellenstraße 15, das Nebengebäude in der Kapellenstraße 14 in Forchheim.

## Geschichte
1803 wurde im Verlauf der Verwaltungsneugliederung Bayerns das Landgericht Forchheim errichtet. Dieses wurde nach der Gründung des Königreichs Bayern dem Mainkreis zugeschlagen, dessen Hauptstadt Bamberg war. Das Landgericht Forchheim  wurde 1879 durch das Amtsgericht Forchheim ersetzt.

## Zuständigkeitsbereich
Der Gerichtsbezirk umfasst den gesamten Landkreis Forchheim sowie die Stadt Forchheim. In diesem Bezirk leben etwa 143.000 Menschen in 29 Gemeinden.
Das Gericht ist erstinstanzlich für Zivil-, Familien- und Strafsachen zuständig. 
Folgende Verfahren werden vom Amtsgericht Bamberg durchgeführt:
- Handelsregister
- Vereinsregister
- Insolvenzverfahren
- Zwangsversteigerungen

## Beschäftigte
Im Jahre 2010 arbeiteten am Gericht sechs Richter, 15 Rechtspfleger, acht Beamte des mittleren Justizdienstes, zwei Justizwachtmeister, 17 Justizangestellte und fünf Gerichtsvollzieher.

## Übergeordnete Gerichte
Dem Amtsgericht Forchheim ist das Landgericht Bamberg übergeordnet. Diesem ist das Oberlandesgericht Bamberg übergeordnet.